# Дніпровська міська територіальна громада
Дніпровська міська територіальна громада — територіальна громада в Україні, в новоствореному Дніпровському районі Дніпропетровської області, з адміністративним центром у місті Дніпро.

## Загальна інформація
Площа території — 416.5 км², населення громади — 993 220 осіб (2020).

## Населені пункти
До складу громади увійшли м. Дніпро та селище міського типу Авіаторське.

## Історія
Утворена у 2020 році, відповідно до розпорядження Кабінету Міністрів України № 709-р від 12 червня 2020 року «Про визначення адміністративних центрів та затвердження територій територіальних громад Дніпропетровської області», шляхом реорганізації Дніпровської міської ради Дніпропетровської області.